# Spoorlijn Ringkøbing - Holstebro Syd
De spoorlijn Ringkøbing - Holstebro was een lokaalspoorlijn van het schiereiland Jutland in Denemarken. 

## Geschiedenis
Op 15 november 1911 werd de lijn tussen Ringkøbing en Ørnhøj geopend door de Ringkøbing-Ørnhøj Jernbanen (RØJ) met drie treinen per richting per dag. Op 28 augustus 1925 werd het tweede gedeelte van de lijn geopend door de Ørnhøj-Holstebro Jernbane (ØHJ). In 1953 fuseerden beide bedrijven tot Ringkøbing-Ørnhøj-Holstebro Jernbane (RØHJ). Door de toename van het wegverkeer na de Tweede Wereldoorlog was de lijn niet meer rendabel te exploiteren en werd gesloten in 1961.

## Huidige toestand
Thans is de volledige lijn opgebroken. Het voormalige tracé is echter goed te volgen omdat op veel plaatsen de bedding voor paden en wegen is gebruikt.